# Rob Edwards
Rob Edwards, es un personaje ficticio de la serie de televisión británica Hollyoaks, interpretado por el actor David Atkins desde el 28 de septiembre de 2011, hasta el 18 de febrero de 2013.

## Biografía
En el 2011 fue atropellado por el policía Ethan Scott y dejado por muerto, sin embargo Jacqui McQueen lo encuentra y Rob es llevado al hospital donde se recupera.
Rob decidió irse en febrero del 2013 y mudarse a Londres para iniciar una nueva vida con Annalise Appleton.